# Hemicladus
Hemicladus is een kevergeslacht uit de familie van de boktorren (Cerambycidae). De wetenschappelijke naam van het geslacht werd voor het eerst geldig gepubliceerd in 1857 door Jean Baptiste Lucien Buquet.

## Soorten
Hemicladus omvat de volgende soorten:
- Hemicladus buqueti Tavakilian, Touroult & Dalens, 2010
- Hemicladus callipus Buquet, 1857
- Hemicladus dejeanii Buquet, 1857
- Hemicladus fasciatus Galileo & Martins, 1991
- Hemicladus thomsonii Buquet, 1857